# Tétéma de Such
Chamaeza meruloides
Espèce
Statut de conservation UICN

 LC  : Préoccupation mineure
Le Tétéma de Such (Chamaeza meruloides), également appelé Chamaeza de Such, est une espèce de passereau de la famille des Formicariidae.

## Répartition
Cet oiseau vit au Sud-Est du Brésil (depuis les États du Minas Gerais et d'Espírito Santo jusqu'au Nord-Est de celui de Santa Catarina).